# عبد الفتاح الزاوي
الأستاذ الدكتور عبد الفتاح الزاوي    هو عالم ليبي  شهير في مجال علاج أمراض القلب.

## ميلاده ونشأته
ولد عبد الفتاح الزاوي في سنة 1954 بليبيا، بقرية صغيرة اسمها أبي عيسى، وهي بمحافظة الزاوية التي اشتق منها اسم لقب العائلة الزاوي. بعد إتمامه الدراسة الابتدائية في القرية انتقلت عائلة الزاوي إلى محافظة الزاوية، وفيها أكمل دراسته الثانوية، ثم سافر إلى مصر لدراسة الطب في جامعة الإسكندرية،  ليعود بعدها إلى ليبيا للالتحاق بجامعة الفاتح مستكملاً دراسة الامتياز،
في عام 1986 غادر عبد الفتاح الزاوي الوطن إلى كندا للتحضير للدكتوراه في تورنتو التي تعد جامعتها من أعرق الجامعات في أمريكا الشمالية، ونال الدكتوراة فيها في تخصص أمراض القلب، وأتبعها بدكتوراه أخرى في تخصص الأمراض الباطنة، والقلب والشرايين، لينال بعدها الزمالة الأميركية في العام 1992، ويبدأ بذلك مشواره عالماً وطبيباً وأستاذاً في مجال التخصص.

## حياته
عُين عبد الفتاح الزاوي بعدها أستاذاً بجامعة تورنتو بالـ Women’s College Hospital بالإضافة لدوره كأستاذ بجامعة تورنتو في الأمراض الباطنية والقلب حيث يقوم بتدريس طلبة الطب وطلبة الدراسات العليا في هذا المجال، وقام الزاوي بممارسة الأبحاث العلمية والطبية بجامعة تورنتو في أمراض التأهيل والمناعة من أمراض تصلُّب الشرايين في القلب، وخاصة في المرضى بعد جلطة القلب المسمى Heart Attack، وبعد جراحة القلب، وبعد عمل البالون والدعامة في القلب، هذا إلى جانب عمله بالقيام بمساعدة جراحين القلب في عمل المنظار، وهو جهاز الذبذبات الفوق الصوتية خلال العملية الجراحية لأمراض القلب، وخاصة لأمراض الصمامات في القلب، حيث يتم تأكيد نجاح العملية في خلال العملية نفسها، وهذه مهمة جداً لجراح القلب قبل أن يُنهي هذه العملية.

## إنجازاته
من إنجازاته القيام بالبرنامج الدراسي في جامعة تورنتو، من ضمن الأبحاث التي تخص أمراض ضغط الدم، زيادة حجم عضلات القلب بالنسبة للمرضى الدين عندهم ضغط الدم، وهي دراسة عن طريق الذبذبات الفوق صوتية، بالإضافة إلى دراسات عديدة في أمراض الدورة الدموية و (Vascular disease)، وأيضا البحث الهام الذي نشر لأول مرة عالمياً، حيث تناول العلاج بالـ (Echo Cartography) وهو جهاز الذبذبات الفوق صوتية، وهي (Cardiac abnormalities) أمراض القلب في مرضى الإيدز، والمرضى المصابون بـ (HIV infection)، وصمم البحث الذي دخل التاريخ لأول مرة، لأنه كان عن أمراض القلب غير معروفة جداً في هذا المجال، وبالتالي كان الليبي عبد الفتاح الزاوي من أوائل الأطباء والعلماء في العالم الذين قاموا بالكشف على أمراض القلب في المرضى المصابين بالإيدز، وقاموا بتعليمه في جامعة تورنتو بمستشفي سانت مايكل هو وبعض الزملاء في قسم القلب.
من إنجازاته الباهرة أيضا إعداد البرنامج التأهيلي لمرضى القلب والوقاية من تصلب الشرايين عند النساء، وهو الأول من نوعه في العالم، والدي خطط له الدكتور عبد الفتاح الزاوي، ووضع له أسس برنامجه الوقائي الشامل، الذي يعتمد على الحمية الغذائية وممارسة الرياضة التي أثبت دورها في التقليل من حالات الإصابة وتأهيل المصابين بتصلب الشرايين للعلاج عن طريق ممارستها، محققاً من خلاله سبقاً طبياً في علاج مرضى تصلب الشرايين. هذا البرنامج يعتبر من أكبر برامج للعالم بهذا الخصوص وقد أنشئ هذا البرنامج في 1968، ويتردد على هذا البرنامج أكثر من 1500 مريض في السنة، حيث يتلقون نصائح من أكثر من 70 أخصائي في أمراض الوقاية من أمراض تصلب الشرايين، والنصائح بتغيير نظام الحياة وشكلها. وهي نصائح بالنسبة للغذاء، وتفادي الإرهاق النفسي، ومعالجة أمراض الكوليسترول وأمراض السكر وأمراض الضغط، ذلك بالإضافة إلى محاضرات حول الإمكانية عن التوقف عن التدخين ومعالجة المدمنين على التدخين، وتأهيل مرضاه على أعلى مستوى من النتائج

## وصلات خارجية
- موقع أخبار ليبيا
- موقع الجزيرة

1. ↑  "Ḩārat az Zāwiyah: Libya". Geographical Names. مؤرشف من الأصل في 2011-07-26. اطلع عليه بتاريخ 2010-02-26.
2. ↑  الزاوية ومأساتها.. البطولة وملاحمها تاريخ الوصول: 15 08 2011 نسخة محفوظة 16 أغسطس 2011 على موقع واي باك مشين. [وصلة مكسورة]
3. ↑  "Haraf Az Zāwīyah: Libya". Geographical Names. مؤرشف من الأصل في 2011-07-26. اطلع عليه بتاريخ 2010-02-26.
4. ↑  "Libya Country Profile". Geography (بالإنجليزية). 12 Jun 2020. Archived from the original on 2023-05-30. Retrieved 2023-07-23.
5. ↑  "Libya". WOAH - Middle East (بالإنجليزية البريطانية). Archived from the original on 2023-01-27. Retrieved 2023-07-23.
6. ↑  "رؤساء جامعة الاسكندرية عبر التاريخ". مؤرشف من الأصل في 2019-08-25. اطلع عليه بتاريخ 2022-03-12.